# Antonia Grunenberg
Antonia Grunenberg,  née le 2 mai 1944 à Dresde, est une politologue allemande.

## Biographie
Antonia Grunenberg a étudié la sociologie, la philosophie et la culture allemande à Tübingen, Francfort-sur-le-Main et Berlin. Elle obtient en 1975 un doctorat en philosophie à l'université libre de Berlin sous la direction de Jacob Taubes et passe en 1986 son agrégation en sciences politiques à l'université technique de Rhénanie-Westphalie à Aix-la-Chapelle.
Grunenberg est cofondatrice et directrice du prix Hannah-Arendt qui récompense chaque année une personnalité qui s'est distinguée par ses œuvres sur la politique et de l'action publique dans la tradition de la politologue germano-américaine Hannah Arendt. Elle est notamment membre du conseil de la Maison de l'Histoire de la République fédérale d'Allemagne de Bonn. Depuis 1998, elle occupe un poste de professeur en sciences politiques à l'université Carl von Ossietzky d'Oldenbourg. Elle est membre depuis 2006 de la commission scientifique de la Fondation fédérale pour le travail de mémoire sur la dictature de l'Allemagne de l'Est. Ses travaux portent principalement sur la vie et l’œuvre de la philosophe politique Hannah Arendt. Elle est fondatrice et lectrice du Centre Hannah Arendt de l'université d'Oldenburg.

## Ouvrages
- Hannah Arendt, Martin Heidegger und Karl Jaspers. Denken im Schatten des Traditionsbruchs. In: Hannah Arendt: Verborgene Tradition - Unzeitgemäße Aktualität?, hrsg. Heinrich-Böll-Stiftung, Berlin 2007,  (ISBN 978-3-05-004389-0)
- Hannah Arendt und Martin Heidegger. Geschichte einer Liebe., München und Zürich, 2006,  (ISBN 3-492-04490-5)
- Hannah Arendt et Martin Heidegger. Histoire d'un amour Petite bibliothèque Payot, 2012 (édition de poche)
- Hannah Arendt. In der Reihe Meisterdenker Spektrum, Freiburg 2003,  (ISBN 3-451-04954-6)
- Der Schlaf der Freiheit. Politik und Gemeinsinn im 21. Jahrhundert. Reinbek 2002,  (ISBN 3-498-02477-9)
- Die Lust an der Schuld. Von der Macht der Vergangenheit über die Gegenwart. Berlin: Rowohlt, 2001.  (ISBN 3-87134-389-7).
- Antifaschismus - Ein deutscher Mythos. Rowohlt Verlag, Reinbek 1993.  (ISBN 349913179X)
- Aufbruch der inneren Mauer. Politik und Kultur in der DDR 1971 - 1989. Édition Temmen, 1990,  (ISBN 3-926958-44-8)

Ouvrages collectifs
- Perspektiven politischen Denkens. Zum 100. Geburtstag von Hannah Arendt. Hg. von Antonia Grunenberg, Waltraud Meints, Oliver Bruns, Christine Harckensee, Peter Lang Verlag, Frankfurt a. M. 2008,  (ISBN 978-3-631-56659-6)
- Sabine Falke, Daniel Schubbe, Antonia Grunenberg: Einsprüche: Politik und Sozialstaat im 20. Jahrhundert: Festschrift für Gerhard Kraiker. 2005,  (ISBN 3-8300-1822-3)
- Totalitäre Herrschaft und republikanische Demokratie. Fünfzig Jahre The Origins of Totalitarianism von Hannah Arendt. Unter Mitarbeit von Stefan Ahrens und Bettina Koch, von Antonia Grunenberg (Herausgeber), Verlag: Lang, Peter Frankfurt; 2003,  (ISBN 3-631-39709-7)
- Berliner Hefte - Zeitschrift für Kultur und Politik, mehrere Ausgaben ab 1976, Verlag Kantstraße Berlin, mit u.a. Walter Aschmoneit, Horst Domdey, Volkmar Braunbehrens

Interview
- "Dass man miteinander streitet" Grunenberg et Thürmer-Rohr dans une interview détaillée sur  Hannah Arendt, article du journal Die Tageszeitung du 10 novembre 2007.

Essais
- Macht kommt von möglich..... Macht und öffentlicher Raum bei Hannah Arendt d'Antonia Grunenberg
- Hannah Arendts Jüdische Schriften, Aus Politik und Zeitgeschichte